# Bugarska egzarhija
Bugarska egzarhija (bug. Българска екзархия) bila je autokefalna bugarska nacionalna Crkva, osnovana 28. veljače 1870. godine.
U razdoblju 1870.—1918. i 1941.—1944. njena jurisdikcija obuhvaćala je teritorije koji danas pripadaju različitim državama: cijeli teritorij današnje Bugarske, Sjeverne Makedonije i dijelove Grčke (Egejska Makedonija), Turske (Istočna Tracija), Srbije (region Niša, Pirota i Vranja), Albanije (Mala Prespa) i Rumunjske (Sjeverna Dobrudža).
Bugarskoj egzarhiji je 1950. godine promijenjen naziv u Bugarska pravoslavna crkva, koji nosi i danas. 

## Osnivanje
Početkom druge polovice 19. stoljeća Bugari su zatražili uspostavljanje crkvene autokefalnosti. Taj je pokret naročito pomagala Rusija, a protivilo se grčko svećenstvo, koje nije htjelo udovoljiti bugarskim zahtjevima. 
Suočen s rastućim nezadovoljstvom i nemirima u Otomanskome Carstvu, sultan je donio 28. veljače 1870. ferman o osnivanju nezavisne, slavenske egzarhije sa sjedištem u Carigradu. U njen sastav su imale ući one eparhije u Meziji, Traciji i Makedoniji, u kojima je to željelo dvije trećine naroda. U praksi, ovaj egzarhat je postao bugarska crkvena organizacija. Zbog toga su se neki vratili pod vlast carigradske Crkve, koja je počela dozvoljavati slavensko bogoslužje. Srbija i Crna Gora su uz pomoć Rusije privolile carigradsku patrijaršiju da preda episkopska mjesta u Prizrenu, Skoplju i Debru Srbima.
Pravoslavni sabor u Carigradu 10. rujna 1872. godine, sazvan na inicijativu Carigradske patrijaršije, osudio je bugarski egzarhat zbog filetizma: „heretici koja stavljaju nacionalnu ideju iznad jedinstva vjere“.